# Carlos Boozer
Carlos Austin Boozer, Jr. (født 20. november 1981, i Aschaffenburg, Vesttyskland) er en tidligere amerikansk basketballspiller, der spillede som power forward og center i NBA-klubberne Cleveland Cavaliers, Utah Jazz, Chicago Bulls og Los Angeles Lakers. I løbet af sin karriere opnåede Boozer to gange at blive udtaget til NBA's All–Star hold, både i 2007 og 2008. Efter et år hos Los Angeles Lakers (2014–15) skrev Boozer i 2016 kontrakt med den kinesiske basketball-liga CBA (Chinese Basketball Association). Den 18 December 2017 annoncerede Boozer sin tilbagetrækken fra basketball.   

## Landshold
Boozer var med på det amerikanske landshold ved OL 2004 i Athen. Holdet var, baseret på tidligere OL-resultater, favoritter, men holdet havde skuffet ved blot at blive nummer seks ved seneste VM. Holdet blev også blot nummer fire i indledende pulje efter to nederlag, men det var nok til at komme med i knockout-fasen. Her blev det til sejr over Spanien i kvartfinalen, inden holdet i semifinalen tabte til Argentina, der senere vandt guld med finalesejr over Italien. USA sikrede sig bronze med sejr over Litauen, som holdet havde tabt til i indledende runde.
Han var også med til at vinde VM-bronze i 2006, inden han igen var med på holdet til OL 2008 i Beijing. Med Kobe Bryant, Dwayne Wade og LeBron James i spidsen vandt amerikanerne den indledende pulje stensikkert. I kvartfinalen blev det sikker sejr over Australien, i semifinalen over Argentina, og i finalen sikrede amerikanerne sig guldet med sejr på 118-107 over verdensmestrene fra Spanien.

## Klubber
- 2002–2004: Cleveland Cavaliers
- 2004–2010: Utah Jazz
- 2010–2014: Chicago Bulls
- 2014–2015: Los Angeles Lakers
- 2016–2017: Guangdong Southern Tigers

## Referender
1. ↑  Carlos Boozer announces retirement – ProBasketballTalk
2. ↑  Basketball, Men, olympedia.org, hentet 20. februar 2024
3. ↑  Basketball, Men, olympedia.org, hentet 20. februar 2024